# Печатная реклама
Печатная реклама — акцидентная печать для целей рекламы.
Печатная реклама является одним из самых старых видов распространения коммерческих сообщений. Под печатной рекламой чаще всего подразумевают размещение информации в газетах и журналах. В наше время к печатной рекламе также относят корпоративные журналы и газеты, флаеры, листовки, рекламные брошюры, календари, справочники, каталоги, визитки, плакаты.

## Плюсы и минусы рекламы в прессе
Традиционно к плюсам печатной рекламы относят[кто?]:
- Информативность: рекламное обращение может включать множественные аргументы, таблицы и графики, объемные тексты и сравнения.
- Длительность воздействия: читатель может обратиться к рекламному обращению через неделю, месяц, год после выхода рекламы. Рекламное обращение можно сохранить, посмотреть позже, показать другу
- Тематическое таргетирование: большое количество изданий на рынке позволяет выбрать узкоспециализированное СМИ конкретно для вашего товара и целевой аудитории.
- Географическое таргетирование: наличие печатных СМИ даже в самых мелких населённых пунктах и отдельных районах крупных городов. Возможность размещения рекламы на конкретную территорию. Дальнейшее развитие этого преимущества позволяет размещать рекламу во многих местных (районных) СМИ, указывая в каждом из них адрес ближайшего офиса (магазина).

- Рассматривая более подробно такой фактор, как отсутствие временных ограничений при ознакомлении с газетным рекламным текстом, следует указать, что он непосредственно связан с такой функцией данного рекламного жанра, как информационная: рекламный текст в газете в значительно меньшей степени ограничен точными размерами и может представлять как несколько печатных строк, так и включать в себя не только текст, но и различные графические элементы (иллюстрации, схемы, графики и т. д.).
- Эффективность газетной рекламы во многом обусловлена ее относительно ненавязчивым характером. Рекламное сообщение включается в газетный текст, не прерывая его. Таким образом, адресат рекламного сообщения имеет возможность ознакомиться с ним в произвольный период времени. Что касается рекламы, размещаемой в определённых рубриках, читатель имеет возможность пропустить тексты, не представляющие для него интереса и остановиться непосредственно на нужных разделах. В данном случае, газетная реклама существенным образом отличается от уже упомянутой нами теле- и радиорекламы. Последние прерывают процесс ознакомление субъекта с основной информацией, а потому нередко могут восприниматься как излишне навязчивые. 
К минусам печатной рекламы относят[кто?]:
- Слабый канал воздействия: невозможность воздействия на аудиальный канал восприятия (нет звука), слабое воздействия на визуальный канал (нет динамических визуальных объектов)
- Малая аудитория: даже самые массовые издания (например Телегиды) имеют аудиторию в несколько раз ниже аудитории среднего телеканала. Тематические издания, как правило, выходят совсем небольшими тиражами.

- недолговечность, которая во многом обусловлена периодичностью изданий. Если газета выпускается ежедневно, срок возможного воздействия рекламы составляет один день. В изданиях, выпускающихся с меньшей периодичностью, рекламные тексты остаются актуальными также непродолжительный период времени.
- ненавязчивость газетной рекламы. В отличие от иных жанров рекламы, газетные рекламные тексты не прерывают основной газетный текст, а потому могут быть пропущены/проигнорированы читателем. Помимо этого, газетные рекламные тексты носят более стандартизированный характер, несмотря на возможность размещения различных графических элементов, дополняющих основной текст. В сравнении с таким рекламным жанром, как телевизионная реклама, газетные сообщения более схожи между собой, что обусловливает трудность выделения конкретного рекламного текста среди прочих, что в особенности характерно для сообщений, размещаемых в определенных рекламных рубриках. В связи с этим, можно говорить о такой особенности газетных изданий, как перегруженность рекламной информацией. Размещение совместно значительного количества рекламных текстов на одном и том же обусловливает сложность их восприятия читателем и уменьшает их эффективность и воздействующий эффект.